# العلاقات الكاميرونية الشمال مقدونية
العلاقات الكاميرونية الشمال مقدونية هي العلاقات الثنائية التي تجمع بين الكاميرون وشمال مقدونيا.

## مقارنة بين البلدين
هذه مقارنة عامة ومرجعية للدولتين:
| وجه المقارنة                                              | الكاميرون                      | شمال مقدونيا                                               |
| --------------------------------------------------------- | ------------------------------ | ---------------------------------------------------------- |
| المساحة (كم2)                                             | 475.44 ألف                     | 25.71 ألف                                                  |
| عدد السكان (نسمة)                                         | 24.05 مليون                    | 2.08 مليون                                                 |
| الكثافة السكانية (ن./كم²)                                 | 50.58                          | 80.9                                                       |
| العاصمة                                                   | ياوندي                         | إسكوبية                                                    |
| اللغة الرسمية                                             | لغة فرنسية، لغة إنجليزية       | اللغة المقدونية، اللغة الألبانية                           |
| العملة                                                    | فرنك وسط أفريقي                | دينار مقدوني                                               |
| الناتج المحلي الإجمالي (بليون دولار)                      | 34.80 مليار                    | 11.34 مليار                                                |
| الناتج المحلي الإجمالي (تعادل القوة الشرائية) بليون دولار | 72.72 مليار                    | 29.26 مليار                                                |
| الناتج المحلي الإجمالي الاسمي للفرد دولار أمريكي          | 1.22 ألف                       | 4.85 ألف                                                   |
| الناتج المحلي الإجمالي للفرد دولار أمريكي                 | 2.97 ألف                       | 16.25 ألف                                                  |
| مؤشر التنمية البشرية                                      | 0.512                          | 0.747                                                      |
| رمز المكالمات الدولي                                      | +237                           | +389                                                       |
| رمز الإنترنت                                              | .cm                            | .mk                                                        |
| المنطقة الزمنية                                           | توقيت غرب أفريقيا، ت ع م+01:00 | توقيت وسط أوروبا، ت ع م+01:00، ت ع م+02:00، أوروبا/سكوبيه ‏ |

## منظمات دولية مشتركة
يشترك البلدان في عضوية مجموعة من المنظمات الدولية، منها:
| علم المنظمة | اسم المنظمة                               | تاريخ انضمام الكاميرون | تاريخ انضمام شمال مقدونيا |
| ----------- | ----------------------------------------- | ---------------------- | ------------------------- |
|             | مؤسسة التنمية الدولية                     | 10 أبريل 1964          | 25 فبراير 1993            |
|             | يونسكو                                    | 11 نوفمبر 1960         | 28 يونيو 1993             |
|             | وكالة ضمان الاستثمار متعدد الأطراف        | 7 أكتوبر 1988          | 19 مارس 1993              |
|             | الأمم المتحدة                             | 20 سبتمبر 1960         | 8 أبريل 1993              |
|             | الاتحاد البريدي العالمي                   | ?                      | ?                         |
|             | البنك الدولي للإنشاء والتعمير             | 10 يوليو 1963          | 25 فبراير 1993            |
|             | الاتحاد الدولي للاتصالات                  | 22 ديسمبر 1960         | 4 مايو 1993               |
|             | منظمة حظر الأسلحة الكيميائية              | ?                      | ?                         |
|             | مؤسسة التمويل الدولية                     | 1 أكتوبر 1974          | 25 فبراير 1993            |
|             | المركز الدولي لتسوية المنازعات الاستشارية | 2 فبراير 1967          | 26 نوفمبر 1998            |
|             | منظمة التجارة العالمية                    | ?                      | ?                         |
|             | منظمة الشرطة الجنائية الدولية             | ?                      | ?                         |

## وصلات خارجية
- موقع وزارة الخارجية الكاميرونية